# PGC 61361
LEDA/PGC 61361 , auch UGC 11105, ist eine Spiralgalaxie vom Hubble-Typ Sdm im Sternbild Herkules. Sie ist rund 107 Millionen Lichtjahre von der Milchstraße entfernt.